# Machaerota yunnanensis
Machaerota yunnanensis är en insektsart som beskrevs av Lu 1982. Machaerota yunnanensis ingår i släktet Machaerota och familjen Machaerotidae. Inga underarter finns listade i Catalogue of Life.